# Agarak, Lori
Agarak là một đô thị thuộc tỉnh Lori, Armenia. Dân số ước tính năm 2011 là 1190 người.